# Naineris laevigata
Naineris laevigata är en ringmaskart som först beskrevs av Grube 1855.  Naineris laevigata ingår i släktet Naineris och familjen Orbiniidae. Arten har ej påträffats i Sverige. Inga underarter finns listade i Catalogue of Life.